# Associació Mèdica Mundial
L'Associació Mèdica Mundial (AMM) (The World Medical Association, WMA, en anglès) és la confederació internacional i independent d'Associacions Professionals de Metges, representant-los arreu del món. L'AMM va ser formalment establerta el 18 de setembre de 1947 i agrupa l'any 2025, 115 Associacions Mèdiques Nacionals i més de 10 milions de metges.
L'AMM s'estableix com un fòrum obert als seus membres per comunicar-se lliurement, cooperar activament, arribar a consensos sobre l'ètica mèdica i les competències professionals i per tal de promoure la llibertat professional dels metges arreu del món. Aquesta agrupació tan singular, pretén facilitar la cura i la protecció pels pacients en un ambient saludable, millorant la qualitat de vida de totes les persones del món.

## Missió[3]
El propòsit de l'AMM és servir a la humanitat mitjançant l'assoliment del nivell més alt possible en Educació Mèdica, Ciència Mèdica, Ètica Mèdica, i Cura de la Salut per totes les persones del món.

## Història[1]
L'AMM va ser fundada el 18 de setembre de 1947 quan metges de 28 països van trobar-se a la Primera Assemblea General de la WMA a Paris. La creació d'aquesta organització va sortir a partir d'una idea que va néixer a la Seu de l'Associació Mèdica Britànica, el 1945, en una reunió organitzada a Londres per iniciar els plans per a una organització mèdica internacional que reemplaçaria “l'Association Professionnelle Internationale des Médecins", que havia suspès les seves activitats a causa de la Segona Guerra Mundial.
L'anglès, el francès i l'espanyol es van declarar les llengües oficials de l'associació, sent encara presents avui dia i es va acordar també que un butlletí seria publicat i conegut com l'òrgan oficial de l'AMM.
Per tal de facilitar el suport financer de les associacions membres, en 1948, la Junta Executiva, conegut com el Consell, va establir el Secretariat de l'AMM a la ciutat de Nova York amb la finalitat de proporcionar una estreta relació amb les Nacions Unides i els seus diversos organismes. El Secretariat de l'AMM romandre a la ciutat de Nova York fins a 1974, quan per raons d'economia, i per tal d'operar en les rodalies de les organitzacions internacionals amb seu a Ginebra (OMS, l'OIT, el CIE, ISSA, etc.) es va traslladar a la seva actual ubicació en Ferney-Voltaire, França.
Els membres de l'AMM van començar a reunir-se en una trobada anual, que des de 1962 porta el nom "Assemblea Mèdica Mundial."
Des dels seus inicis, l'AMM ha mostrat la seva preocupació per l'estat de l'ètica mèdica en general i el món, tenint la responsabilitat d'establir normes ètiques per als metges del món. En 1946, un comitè d'estudi va ser designat per preparar una "Carta Ètica de la Medicina", que hauria de ser adoptat com un jurament o promesa per tots els metges del món en rebre el seu títol de metge. Es van necessitar dos anys d'estudi intensiu dels juraments i les promeses presentades per les associacions membres per redactar una redacció modernitzada de l'antic jurament d'Hipòcrates, que va ser enviada a la consideració de la II Assemblea General a Ginebra el 1948. Finalment, es va aprovar i l'Assemblea va decidir anomenar-la "La Declaració de Ginebra".
També a la mateixa Assemblea General II es va rebre un informe sobre "els crims de guerra i Medicina". Això va portar al Consell a designar una altra Comissió d'Estudi per preparar un Codi Internacional d'Ètica Mèdica, que després d'un ampli debat, va ser aprovat el 1949 per la 3a Assemblea General.
Fins i tot després de l'aprovació d'aquests dos documents, l'AMM va estar constantment informat sobre violacions de l'ètica mèdica, els crims comesos pels metges en temps de guerra, l'experimentació humana no ètica, entre altres problemes en el camp de l'ètica mèdica i els drets dels metges. Aquesta informació va fer que el Consell establís un Comitè permanent d'Ètica Mèdica el 1952, que ha estat treballant activament des de llavors, com es pot veure en les declaracions o manifestacions de l'AMM i les seves contínues actualitzacions.

## Estructura[4]
El principal òrgan de presa de decisions de l'AMM és l'Assemblea General, que es reuneix anualment i està formada per delegacions de les Associacions Nacionals Membres (National Member Associations), oficials i membres del Consell de l'AMM, i els representants dels Membres Associats (Els Membres Associats són metges individuals que s'uneixen a l'AMM).
L'Assemblea elegeix el Consell de l'AMM cada dos anys, amb representants provinents de cadascuna de les sis regions de l'AMM, és a dir, Àfrica, Àsia, Europa, Amèrica Llatina, Amèrica del Nord i el Pacífic. També elegeix el president de l'AMM cada any, que és el Cap de Cerimonial de l'AMM. El President, el President Electe i el President Anterior formen el Presidium que està disponible per parlar en nom de l'AMM i representar-la oficialment.
Cada dos anys, el Consell de l'AMM, excloent el Presidium, elegeix un president (Chairperson) que és el cap polític de l'organització.
Com a Director Executiu d'una de les unitats operatives de l'AMM, el Secretari General, actualment el Dr. Otmar Kloiber, té una ocupació de temps complet al Secretariat, designat pel Consell de l'AMM.
El Secretariat de l'AMM es troba a Ferney-Voltaire, França, al costat de la ciutat de Ginebra.

## Membres[2]
Els tipus de membres de què consta l'AMM són els següents:
- Membres Constituents: són les Associacions Nacionals de Metges de diferents països en el món (de vegades aquestes organitzacions s'anomenen Associacions Mèdiques Nacionals). Aquestes associacions són àmpliament representatives dels metges del seu país i varien segons el país entre Càmeres, Ordres, Consells, Associations Privades, etc. Alguns d'aquests tenen l'obligació d'afiliació i altres són sindicats.
- Membre Associat: s'aplica als metges individuals que volen unir-se a l'AMM, i que tenen dret a vot en la Reunió Anual de Membres Associats i el dret a participar en l'Assemblea General a través dels representants elegits dels Membres Associats.

Per veure més informació sobre com fer-se membre, feu clic al següent enllaç: {{format ref}} https://www.wma.net/es/inscribase/

## Llengües Oficials
L'anglès, el castellà i el francès són les llengües oficials de l'AMM des de la seva creació.

## Projectes actuals[5]
L'AMM està activa en diverses àrees d'acció, especialment en Ètica, Drets Humans, Salut Pública, Sistemes de Salut i Advocacia.
Pel que fa a l'ètica, l'AMM té diverses declaracions, resolucions i declaracions amb les que tracta d'ajudar a guiar les associacions mèdiques nacionals, governs i organitzacions internacionals de tot el món. Una àmplia gamma de temes estan coberts, com els drets dels pacients, la investigació en éssers humans, la cura dels malalts i ferits en temps de conflicte armat, la tortura de presoners, l'ús i abús de drogues, la planificació familiar i la contaminació.
L'AMM també treballa en les següents àrees:
- Educació Mèdica
- Planificació dels Recursos Humans en l'àrea mèdica
- Lideratge i desenvolupament de la carrera professional
- Defensa dels drets dels metges
- Medicina i seguretat en el treball
- Enfortiment de la democràcia en les noves associacions mundials
- Polítiques relacionades amb temes de salut pública
- Projectes de control del consum de tabac i les vacunacions

L'AMM també treballa en Projectes Educacionals com el curs de Medicina en presos, el curs d'actualització en tuberculosi, o el curs d'ètica en resistències antibiòtiques conjuntament amb la Universitat de George Mason i la Societat Internacional de Resistència als Antibiòtics.